# 艾雲·馬田
艾雲·愛德華·馬田 （英語：Alvin Edward Martin，1958年7月29日—）曾任英格蘭球會領隊、前職業足球運動員和足球評論員。
艾雲·馬田作為一名球員，司職後衛，大部分足球生涯在韋斯咸渡過，他為韋斯咸出場598場，射入34球。在球會效力21年，並為球會贏得1980年的足總盃冠軍。在1996年離開立頓奧連特之前，他參加多個英超聯賽賽季。他於1997年進入修安聯的足球管理工作，成為該球會領隊。他在1980年代為英格蘭足球代表隊上陣17次，馬田曾代表英格蘭參加1986年世界杯。
此後，他開始在廣播電台talkSPORT閞始他作為足球評論員在媒體的工作，並在天空體育台節目中擔任球評家。

## 球會生涯
艾雲·馬田出生於蘭開夏郡利物浦沃爾頓，馬田曾為布特爾和蘭開夏郡踢過學校足球，並在學生時代加入默西塞德郡球會愛華頓，但葛迪遜公園球場所在的球會只為他提供兼職學徒的機會後，他於1974年離開。那年夏天晚些的時候，與昆士柏流浪的一次不成功的試腳之後，第二天又為韋斯咸進行了一次試腳，在那裡他於1974年8月19日獲得了一份學徒合約。他出現在1975年的青年足總杯決賽中，並於1976年7月29日以職業球員身份簽約。直到1978年3月18日，他才在對陣阿士東維拉的比賽中入替上陣。他最後一次出場是在1996年5月5日對陣錫周三的比賽於第88分鐘入替上場。
在烏普頓公園成功的19年職業生涯中，馬田繼續為韋斯咸積累近600次一隊上陣，在此期間，他與比利·邦士一起成為史上僅有的兩名球員，獲得舉辦兩次告別賽。第一次是在1988年8月21日對陣熱刺，第二次是1995年11月11日對陣車路士。與比利·邦士並肩作戰的馬田——綽號“Stretch”——享受他最有價值的歲月，在1980年和1981年的連續兩個賽季中分別贏得足總杯和乙組聯賽冠軍獎牌。
在1986年4月的一場甲組聯賽的比賽中，馬田還完成一次帽子戲法分別射入三名紐卡素門將的龍門的罕見壯舉——當時受傷的沃馬田·湯馬士和替代門將的球員基斯·赫德沃思和彼得·比士利。最後賽果是以8–1獲勝，這是球會有史以來最成功的賽季之一，因為韋斯咸在頂級聯賽中排名第三，僅落後冠軍利物浦4分，馬田當賽季上陣40場和有4個入球。
儘管韋斯咸在1989年從頂級聯賽中降班，但馬田仍然忠於韋斯咸，並幫助他們在兩年後升班。球會只維持了一個賽季，然後再次降班回英甲，之後再一次升上英超。幾十年來，馬田成為球會服役時間最長的球員，他在英超中又為球隊效力三年，最終在服役 21年後於1995-96賽季結束時離開，當時已經為37歲。離開韋斯咸後，馬田為東倫敦的鄰居立頓奧連特短暫效力後，正式退役。

## 國家隊生涯
1981年5月，在國家隊領隊朗·格林活在溫布萊球場對陣巴西的比賽中，給馬田第一次代表英格蘭上陣的機會。傷病使他無法參加在西班牙舉辦的1982年世界盃決賽周，但當下一任領隊波比·笠臣時，馬田正在踢他職業生涯中最出色的足球。波比·笠臣將他列入在墨西哥舉辦的1986年世界盃決賽周國家隊的陣容：他在戰勝巴拉圭的比賽中出場，取代停賽的泰利·芬威克，但英格蘭卻在下一場比賽半準決賽被阿根廷臭名昭著的上帝之手所淘汰，馬田總共參加了17場國際比賽。

## 領隊生涯
馬田曾於1997-98賽季開始執教修安聯兩年，在此期間球會降級至英甲。

## 媒體生涯
從領隊生涯退休後，馬田加入國家廣播電台talkSPORT，同時也是天空體育台節目的常客，擔任球評家。

## 個人生活
艾雲·馬田的兒子大衛和祖也是足球運動員。前者是門將，現在效力韋斯咸，後者是左後衛。

## 榮譽
韋斯咸
- 足總盃：1979-80（英语：1980 FA Cup Final）

個人
- PFA年度最佳陣容乙組：1980–81（英语：PFA Team of the Year (1980s)#Second Division 2）
- 韋斯咸年度最佳球員：1980–81，1982–83及1983–84賽季

## 外部連結
- 韋斯咸職業生涯數據 （页面存档备份，存于）
- 足球数据库：艾雲·馬田的球员统计数据
- 艾雲·馬田在 National-Football-Teams.com 上的出场纪录
- 艾雲·馬田 – FIFA國際賽競賽紀錄 (存檔)